# Vysoká škola finanční a správní

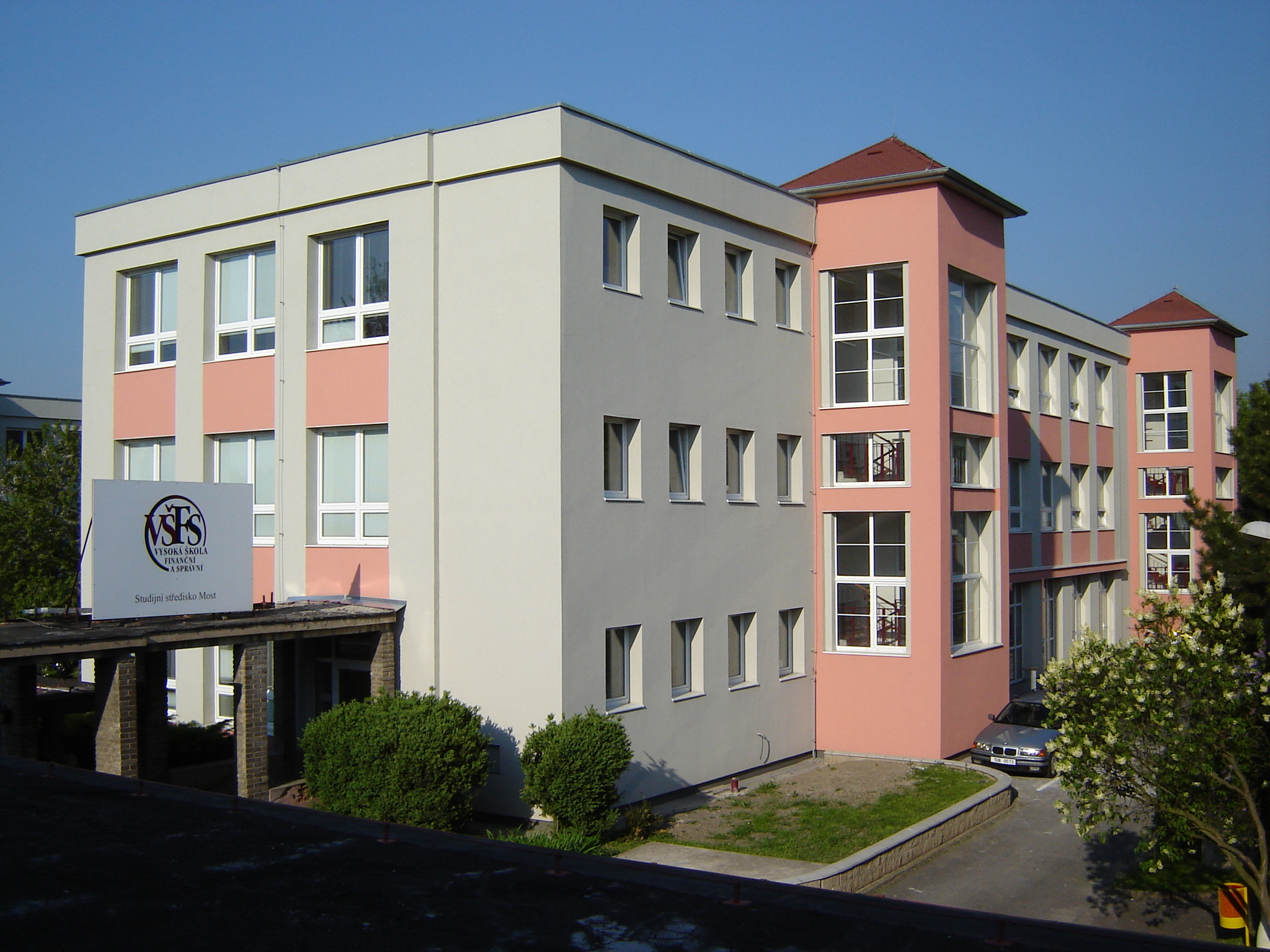
Středisko VŠFS v Mostě

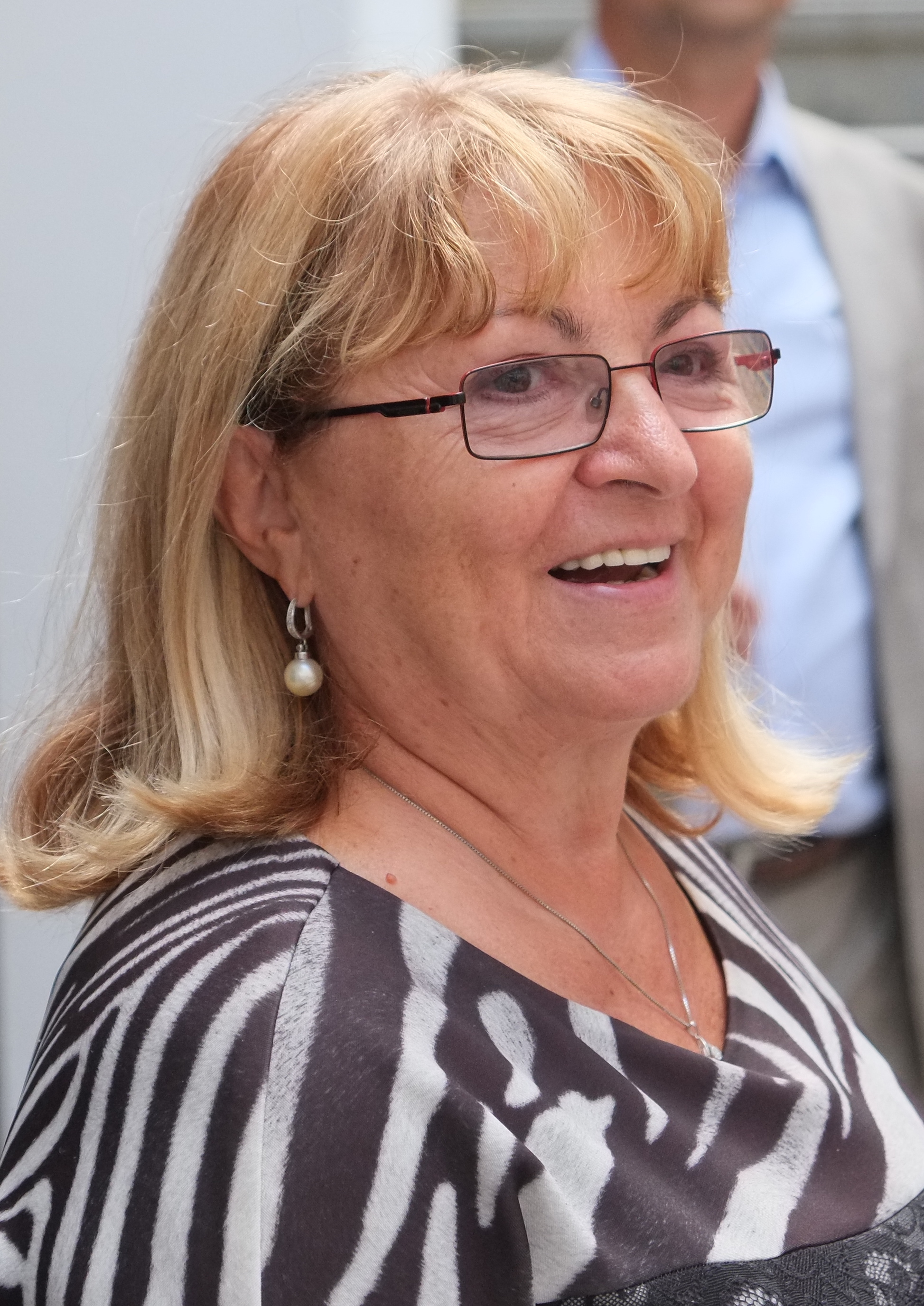
Bohuslava Šenkýřová, rektorka Vysoké školy finanční a správní

Vysoká škola finanční a správní, a. s. (VŠFS / The University of Finance and Administration) je česká soukromá vysoká škola univerzitního typu s ekonomickým zaměřením. Hlavní sídlo univerzity je v Praze-Vršovicích, další střediska jsou také v Karlových Varech a v Mostě. Současnou rektorkou je RSDr. Bohuslava Šenkýřová. Emeritními rektory jsou prof. PhDr. Vladimír Čechák, CSc. a prof. Ing. Vladimír Smejkal, CSc. Ředitelem regionálního střediska v Mostě je Ing. Josef Švec a v Karlových Varech Mgr. Lenka Chlebková.

## Historie
- 1999 – Bankovní akademie a.s. a Synergo Group, a.s (později Appian Group, a.s., nyní Czech Coal a.s.) se staly zakladateli Vysoké školy finanční a správní o. p. s.[2] V témže roce získává od Ministerstva školství, mládeže a tělovýchovy státní souhlas působit jako soukromá vysoká škola. Členy správní rady se stali mimo jiné Antonín Koláček (předseda) a Peter Kovarčík[2]
- 2001 – regionální působení se rozšířilo mimo Prahu založením studijních středisek v Mostě a Kladně
- 2002 – uzavření smlouvy o spolupráci se City University of Seattle, USA
- 2003 – Kovarčíka ve správní radě nahradil Jiří Paroubek, ve funkci setrval přesně tři roky[2]
- 2004 – VŠFS se zapojila do programu Erasmus, European Credit Transfer System (ECTS)
- 2009 – VŠFS se stala první soukromou ekonomickou univerzitou v ČR
- 2012 – VŠFS se stala držitelem certifikátu „DS Label“ pro období 2011–2014
- 2012 – VŠFS získala status výzkumné organizace a byla zařazena na seznam výzkumných organizací RVVI[3]
- 2013 – Evropská komise udělila VŠFS certifikát ECTS Label
- 2016 – VŠFS změnila 1.9.2016 právní formu a stala se akciovou společností
- 2016 – byl otevřen univerzitní kampus [4]

## Fakulty
- Fakulta ekonomických studií
- Fakulta právních a správních studií

## Obory

### Bakalářské obory (Bc.)
Bezpečnostně právní studia
- Bezpečnostně právní studia

Ekonomika a management
- Řízení podniku a podnikové finance
- Řízení podniku a podnikové finance & BSBA
- Marketingová komunikace
- Marketingová komunikace & BSBA

Economics and Management
- Business Management and Corporate Finance
- Marketing Communication
- Business Management and Corporate Finance & BSBA
- Marketing Communication & BSBA

Hospodářská politika a správa
- Bankovnictví
- Pojišťovnictví
- Veřejná správa

Právní specializace
- Kriminalisticko právní specializace
- Právo v podnikání
- Právo ve veřejné správě

Informatika
- Aplikovaná informatika

### Navazující magisterské obory (Ing., Mgr.)
Ekonomika a management
- Řízení podniku a podnikové finance
- Řízení podniku a podnikové finance & MBA
- Marketingová komunikace
- Marketingová komunikace & MBA

Economics and Management
- Business Management and Corporate Finance
- Marketing Communication
- Business Management and Corporate Finance & MBA
- Marketing Communication & MBA

Hospodářská politika a správa
- Finance a finanční služby
- Pojišťovnictví
- Veřejná správa

Právní specializace
- Kriminalisticko právní specializace
- Právní aspekty podnikání
- Právní aspekty veřejné správy

Aplikovaná Informatika
- Aplikovaná informatika

Bezpečnostně právní studia
- Bezpečnostně právní studia

### Doktorské studijní obory (Ph.D.)
Hospodářská politika a správa
- Finance

### Studijní programy nabízené ve spolupráci s City University of Seattle
Struktura a náplň programů jsou akreditovány americkými institucemi NWCCU (Northwest Commission on Colleges and Universities) a IACBE (International Assembly for Collegiate Business Education) a opírají se o učební plány City University of Seattle, jejíž lektoři tvoří pedagogický sbor. V České republice je City University of Seattle členem asociace MBA škol CAMBAS.

#### Double Degree
Studium formou Joint Degree je propojením studia na Vysoké škole finanční a správní a studijních programů City University of Seattle.
- Double Degree „B“ – souběžné studium akreditovaného bakalářského oboru a studium BSBA
- Double Degree „M“ – souběžné studium akreditovaného magisterského oboru a studium MBA

#### MBA
- Global Management
- Financial Management
- Marketing Management

## Mezinárodní programy
| Mezinárodní spolupráce je rozvíjena od roku 2002 díky spolupráci s City University of Seattle a od roku 2004 se přidává i Program Erasmus. Dnes má VŠFS partnery v těchto zemích: | |
| - Austrálie** - Belgie* - Čína** - Finsko* - Francie* - Island* - Irsko* - Itálie* - Kanada** - Litva* - Maďarsko* - Mexiko**                                                     | - Německo* - Nizozemsko* - Polsko* - Rakousko* - Řecko** - Slovinsko* - Slovensko* - Španělsko* - Švýcarsko** - Turecko* - USA** - Spojené království* |

- Erasmus*
- City University of Seattle Network**

### Konfuciův institut
Konfuciův institut při Vysoké škole finanční a správní v roce 2019 osobně inaugurovala členka Politbyra ÚV KS Číny a od roku 2014 vedoucí Oddělení práce na Jednotné frontě Komunistické strany Číny Sun Čchun-lan. Oddělení propagandy ÚV KS Číny také podobná zařízení na univerzitách financuje. Přímou kontrolu nad způsobem prezentace Číny zaručují předepsané výukové materiály a prověření čínští lektoři. Cenzurování některých témat ohrožuje akademické svobody a integritu principů, na nichž je založeno vysokoškolské vzdělání a lze je považovat za „Akademický malware“. Působením Konfuciových institutů v České republice se podrobně zabývá projekt Sinopsis. Tuzemské pobočky Konfuciova institutu jsou považovány za nástroj pekingské propagandy a varuje před nimi Bezpečnostní informační služba. Podle šéfa FBI jsou jednou z „netradičních“ forem čínských pokusů o špionáž.

## Věda a výzkum

### Interní grantová agentura
Podpora vědecko-výzkumné činnosti na VŠFS je jedním z prvořadých úkolů této instituce, jenž má vést a směřovat ke zvyšování kvality instituce, jejího renomé a prestiže. Za tímto účelem byla zřízena na přelomu roku 2007 a 2008 Interní grantová agentura VŠFS (dále jen IGA), která inicializuje, podněcuje vědecko-výzkumnou činnost a dává prostor akademickým pracovníkům k jejich vlastním výzkumným projektům. Přijaté projektové záměry jsou financovány prostředky VŠFS a řešitelům jsou poskytovány optimální podmínky a zázemí pro jejich výzkum a vývoj. Takovéto projekty realizované v rámci IGA se takto stávají základem pro možné uplatnění v grantových aktivitách mimo VŠFS ať již na úrovní národní či mezinárodní.
Předkladatelem projektu a žadatelem o poskytnutí finančních prostředků z IGA může být každý interní akademický pracovník VŠFS, jenž, na základě vyhlášené výzvy předloží projektový návrh, resp. záměr, který je postoupen posuzovací komisi. Veškerá pravidla podávání interních projektů upravuje Rozhodnutí rektorky č. 139/2013, které vstoupilo v platnost 15. května 2013.
Velikou výhodou činnosti IGA a výzkumu realizovaném z prostředků IGA jsou publikační výstupy. Během řešení projektu probíhá soustavný monitoring, jenž je zachycen v průběžné a závěrečné monitorovací zprávě, která informuje o veškerých činnostech, výsledcích a aktivitách, které proběhly a které jsou plánovány.

### Spolupráce s ČSE
Česká společnost ekonomická (ČSE) je občanským sdružením odborných pracovníků a příznivců oboru ekonomie. Hlavním cílem ČSE je napomáhat rozvoji a popularizaci ekonomie v České republice. K dosažení tohoto cíle ČSE zejména pořádá přednášky a semináře, organizuje soutěže mladých ekonomů a vydává publikace s ekonomickým obsahem. Jednou za dva roky pořádá výroční konferenci, která se v ročním intervalu střídá s pořádáním valného shromáždění.
Individuálním členem ČSE se může stát český občan, popř. osoba s trvalým nebo dlouhodobým pobytem v ČR starší 21 let, která má doporučení alespoň jednoho současného člena. Kolektivním členem ČSE se může stát právnická osoba, která souhlasí s cíli ČSE a materiálně je podporuje. VŠFS se stala kolektivním členem ČSE v říjnu 2006.

### Cena prof. Vencovského
Vysoká škola finanční a správní pořádá soutěž pro mladé výzkumníky do 35 let spojenou s udílením Ceny prof. Františka Vencovského. Cenu vypisuje každé dva roky rektorka univerzity. Cena je dotována finanční částkou ve výši 200 000 Kč. Soutěž byla vyhlášena poprvé v roce 2007. Od prvního ročníku je vyhlašování soutěže spojeno s mezinárodní vědeckou konferencí.
Ročník 2015
Soutěž byla vyhlášena na téma Evropská ekonomika – návrat k růstu nebo dlouhodobá stagnace? Vítězkami soutěže se staly Mgr. Volha Audzei, M.A. a Ing. Hana Lipovská. Keynote speakerem konference byl Miroslav Singer, guvernér ČNB.

### Vědecký časopis ACTA VŠFS
ACTA VŠFS je vědecký recenzovaný časopis, datum vzniku 6. 8. 2007. Časopis je zařazen do databáze EBSCO a RePEc. Evidenční číslo časopisu dle Ministerstva kultury ČR je MK ČR–E 17745 a ISSN je ISSN 1802-792X. Periodicita časopisu je 2-4 čísla za rok.

## Školné
Školné činilo v roce 2009 za jeden semestr studia 26 a více tisíc korun. Na školném vybrala škola v akademickém roce 2007/2008 asi 221 milionů korun.

## Hodnocení a kritika
V roce 2013 udělila Evropská komise VŠFS čestný certifikát ECTS Label za správnou implementaci a užití kreditového systému ve všech bakalářských i navazujících magisterských studijních programech a za správné poskytování informací o studijních programech, oborech a předmětech. Certifikát ECTS Label je prestižním evropským oceněním v oblasti kvality terciárního vzdělávání, jehož získáním se VŠFS zařadila k dalším vysokým školám v České republice, které tento certifikát obdržely. Osvědčuje, že VŠFS splňuje náročná kritéria Evropské unie a dokládá připravenost VŠFS plnit všechny mezinárodní závazky vyplývající z Boloňské deklarace.
V roce 2009, nedlouho po kauze plzeňské právnické fakulty, Hospodářské noviny upozornily na až nezvykle vysoký počet prominentních absolventů VŠFS z řad pražských politiků z řad ODS i České strany sociálně demokratické a na nezvykle krátkou dobu jejich studia a neodpovídající diplomové práce. Hospodářské noviny také uvedly svědectví několika nejmenovaných bývalých pedagogů této školy, kteří museli zapisovat zápočty i těm studentům, které nikdy neviděli a neviděli ani jejich práce. Jiný pedagog prý uvedl, že VŠFS je továrna na diplomy, kde zápočty uděluje studijní referentka. Jako podezřelý byl napadán i nepoměrně nízký nájem za užívání budovy městské části, pětinový oproti běžnému nájemnému. V letech 2008 a 2009 získala škola od pražského magistrátu granty a byla jedinou soukromou vysokou školou, která v těchto letech se žádostí o ně uspěla. Ministerstvo vnitra ČR v polovině roku 2008 uvažovalo, že by se VŠFS podílela na vzdělávání desítek vrcholových úředníků, jimž by ministerstvo nařídilo povinné manažerské studium, za něž by získávali titul MPA. V návaznosti na to požádala v roce 2009 Vysoká škola finanční a správní o kontrolu Akreditační komisi ČR (dále AK). Jak konstatovala přímo AK: důvodem vyhlášení hodnocení byla žádost VŠFS, která o realizaci hodnocení požádala vzhledem ke spekulacím v médiích o nestandardním průběhu studia některých osob na této vysoké škole. AK ocenila vstřícnost, poskytnutí všech potřebných podkladů a dobré podmínky k práci, které jí byly VŠFS poskytnuty.I přes částečně kritické hodnocení vyzdvihla AK progres, který VŠFS učinila. Konstatovala také ojedinělost případných nestandardních průběhů studia a ocenila transparentnost základního systému studijní evidence.
V listopadu 2009 Hospodářské noviny upozornily na to, že nejméně pět vyučujících včetně samotné rektorky Bohuslavy Šenkýřové (zároveň majitelky Bankovní akademie a vítězky soutěže manažerka roku 2008) v oficiálních dokumentech zatajovaly svůj titul RSDr. z Vysoké školy politické ústředního výboru KSČ a nahrazují jej titulem Dr. Rektorka toto své studium zatajila i ve svém životopise. Prorektor a bývalý první rektor VŠFS Vladimír Čechák ve svém profesním životopise neuvedl své publikace vydané Vysokou školou politickou ÚV KSČ, například spoluautorství knihy „Úloha vědy v socialistické společnosti“ z roku 1987. VŠFS se k tomu vyjádřila, že je soukromou záležitostí každého držitele titulu, zda ho uvádí v plném či zkráceném znění, a že otázka, zda někdo je či není nositelem titulu RSDr., je pro posouzení odborné kvalifikace irelevantní, proto ji VŠFS nesleduje.
Podle Miloše Kadlece (Manipulátoři.cz) se Vysoká škola finanční a správní zrodila ze špinavých peněz pro vydělávání dalších peněz od zájemců o rychle a snadno dosažitelný titul a je provázána s tím nejhorším, co v české politice existuje. Její profil určují bývalé bolševické a milicionářské kádry, prokremelští aktivisté, konspirátoři a přispěvatelé dezinformačních webů, ezoterici, kterým byl udělen Bludný balvan spolku Sisyfos a usvědčení plagiátoři.
Osoby známé z VŠFS, Vladimír Smejkal a Pavel Mates, zpracovaly pro Ministerstvo vnitra ČR 6. prosince 2012 během jediného dne od zadání posudek, který podpořil kontroverzní Henychův postup ministerstva vnitra ČR při interpretaci formulace „chybovost v obou kontrolních vzorcích“ týkající se petic na podporu kandidátů v prezidentských volbách. Vladimír Smejkal koncem roku 2012 též čelil podezření, že opakovaně účelově zpracovával posudky s cílem posvětit zadání veřejných zakázek bez výběrového řízení předem zvoleným firmám.
Jako jedna ze tří soukromých vysokých škol získala VŠFS finanční prostředky na podporu výzkumu od Ministerstva školství, mládeže a tělovýchovy (MŠMT), a to ve dvou oblastech. Poprvé získala tzv. institucionální podporu na rozvoj výzkumné organizace, která dosáhla pro rok 2014 výši 2 299 tis. Kč. Rozhodnutí MŠMT vycházelo z toho, že VŠFS nejen splňuje formální znaky výzkumné organizace, potřebné pro poskytnutí podpory specifického VŠ výzkumu, nýbrž že také splňuje určitá odborná kritéria, zejména předpoklady dlouhodobého rozvoje v oblasti výzkumu a vývoje. Ve druhém případě šlo o poskytnutí účelové podpory na tzv. specifický vysokoškolský výzkum, a to na rok 2014 ve výši 1 307 tis. Kč (zhruba stejnou částku univerzita získala i v roce 2013). V případě této podpory jde o stimulaci výzkumu studentů doktorských a magisterských studijních programů (ve spolupráci se školiteli a dalšími pedagogy).
Ve svém programu „Univerzita třetího věku“ (členem věd. rady VŠFS je prof. Aleš Gerloch) nabízí Soukromá Vysoká škola finanční s správní (VŠFS) ve studijním středisku v Mostě předmět „Tajné společnosti“, který vyučuje místní podnikatel Ing. Jaroslav Srkal. Jak upozornil židovský tiskový a informační servis, součástí předmětu jsou i „Protokoly sionských mudrců”. VŠFS vejde do dějin jako příklad šíření konspiračních teorií, prezentovaných jako vysokoškolský vzdělávací program.

## Známí absolventi a studenti
- iMiss 2004, moderátorka Inna Puhajková
- Miss Euro 2008, modelka Dominika Hužvárová
- Miss Internet 2006, moderátorka a herečka Nikola Moravcová
- Česká Miss 2013, modelka Gabriela Kratochvílová
- pražští politici Tomáš Hrdlička, David Vodrážka, Pavel Klega, Otto Kichner a Jan Štrof.
- Předsedkyně KSČM Kateřina Konečná
- Poslanec za ANO Adam Kalous
- Generální ředitel Air Bank Michal Strcula
- Tisková mluvčí Plzeňského Prazdroje Kateřina Krásová
- Reprezentantka ve florbalu Anet Jarolímová
- Tiskový mluvčí společnosti Pražské vodovody a kanalizace Tomáš Mrázek
- Muzikálový zpěvák a herec Josef Vágner
- Generální ředitel Yves Rocher Miroslav Kubricht
- Generální ředitel Vodafone Jiří Báča
- Česká snowboardistka Ester Ledecká
- Česká volejbalistka Michala Frank
- Český motocyklový závodník Karel Hanika
- Regional Marketing Lead Dell Ondřej Bačina
- Bývalý předseda FAČR Martin Malík
- Ředitelka sekce rozhodování sporů a ochrany spotřebitele ČTÚ Pavla Zichová
- Ředitel odboru pro jihočeskou a západočeskou oblast ČTÚ David Křeček